# Пуэрто-Хенераль-Сан-Мартин
Пуэрто-Хенераль-Сан-Мартин (исп. Puerto General San Martín) — город и муниципалитет в департаменте Сан-Лоренсо провинции Санта-Фе (Аргентина).

## История
4 июня 1846 года здесь, на реке Парана, произошло сражение с англо-французской эскадрой.
В 1879 году шотландец Уильям Кирк приобрёл в этих местах землю. В 1888 году он предложил властям провинции план по созданию в этих местах населённого пункта. План был утверждён, и будущий город было решено назвать «Кирктон», однако он так и не был построен на предложенном месте, а сам Кирк в 1898 году вернулся на родину после смерти жены.
Тем не менее, так как до этого места по реке Парана могут подниматься морские суда, здесь возник речной порт. В 1987 году он получил статус города.